# 16418 Lortzing
16418 Lortzing è un asteroide della fascia principale. Scoperto nel 1987, presenta un'orbita caratterizzata da un semiasse maggiore pari a 2,2763489 UA e da un'eccentricità di 0,0560744, inclinata di 8,09972° rispetto all'eclittica.